# Сапєгін Віталій Іванович
Віта́лій Іва́нович Сапє́гін (13 липня 1977 — 24 липня 2015) — сержант Збройних сил України.

## Життєвий шлях
Навчався у Терещенківській школі, закінчив Тучненську ЗОШ. Пройшов строкову службу в ЗСУ, служив водієм. По демобілізації працював водієм у сільському господарстві. Одружився, молода родина переїхала в місто Суми.
У березні 2015-го прийшла повістка, не намагався уникнути мобілізації. Водій, 93-тя окрема механізована бригада.
24 липня 2015-го поблизу селища Піски Ясинуватського району внаслідок підриву військового автомобіля на фугасній міні загинули сержант Віталій Сапєгін, солдати Юрій Доронін та Василь Цуркан.
Без Віталія лишилися дружина, 10-річний син.
Похований в місті Суми, Центральне кладовище, Алея поховань Почесних громадян.

## Нагороди та вшанування
11 жовтня 2017 року Указом Президента України № 318/2017, за особисту мужність і самовіддані дії, виявлені у захисті державного суверенітету та територіальної цілісності України, зразкове виконання військового обов'язку, нагороджений медаллю «Захиснику Вітчизни» (посмертно).
20 вересня 2016 року в Тучненській ЗОШ відкрито пам'ятну дошку на честь випускника Віталія Сапєгіна.